# 塔奇當冰川
79°48′S 158°10′E / 79.800°S 158.167°E
塔奇當冰川（英語：Touchdown Glacier）是南極洲的冰川，位於奧次地，是達爾文冰川的支流，流經羅登德冰原島峰和布朗山脈，由威靈頓維多利亞大學的探險隊命名。